# K리그 선수 이적
K리그 이적시장은 시즌 전에 열리는 겨울 이적시장(정기등록)과 시즌 중에 열리는 여름 이적시장(추가등록)으로 나뉜다.
이적 및 선수등록과 관련된 세부규정은 아래와 같다.
K리그 정관 및 규정 - 선수단 관리 규칙 2장 선수 계약 12조 (등록)
② 정기등록은 매년 1월1일부터 2월 말일까지(마감일이 휴일일 경우 다음 연맹 업무 일까지)로 하며, 모든 선수는 이 기간에 등록을 하여야 한다.
다만, 외국인선수와 자유계약공시선수, 이적ㆍ임대선수, 해외임대복귀선수의 정기등록은 매년 1월1일부터 3월20일까지(마감일이 휴일일 경우 다음 연맹 업무 일까지)할 수 있다.
③ 추가등록은 외국인선수와 자유계약공시선수, 이적ㆍ임대선수, 해외임대복귀선수에 한하여 매년 7월1일부터 7월28일까지(마감일이 휴일일 경우 다음 연맹 업무일까지)로 한다.
외국인선수의 경우 계약체결 이후 천재지변 등 불가항력적인 사유에 의해 추가등록기간 내에 등록이 불가능할 경우, 가(假)등록한 후 문제 해결이후 경기부터 출전할 수 있다.
④ 해외리그에서 영입되는 자유계약선수, 이적․임대 선수의 국제이적동의서(ITC) 신청은 등록마감일까지 완료되어야 하며, 해당 선수는 국제이적동의서가 접수되고 등록절차가 완료된 이후 공식경기에 출전할 수 있다.
또한 본 항과 관련해서는 FIFA규정을 준용한다.
⑤ 이적료 분쟁을 사유로 2월 말일(마감일이 휴일일 경우 다음 연맹 업무 일까지)까지 등록하지 못한 FA선수는 정기등록 마감일까지 연맹에 선수계약 조정을 신청하여 조정위원회의 결정에 따라 계약체결 후 등록할 수 있다.
⑥ 재외국민 선수가 입단할 경우, 국내 선수로 간주된다.
⑦ 각 급 대표팀 소집으로 선수 등록 기간 내에 등록하지 못한 기존 선수, FA선수, 신인선수에 한하여 등록 기간을 조정할 수 있으며, 이는 연맹 이사회가 정한다.
⑧ 상기 제2,3항에도 불구하고 군/경 및 학교 복귀 선수, 임의탈퇴복귀선수의 등록은 예외로 한다.
⑨ 코칭스태프(감독, 코치)는 매년 2월 말일까지(마감일이 휴일일 경우 다음날까지) 등록하여야 한다.
1) 등록된 자만이 공식경기에서 기술지역 및 벤치의 출입과 선수 지도가 가능하다.
2) 코칭스태프는 대한축구협회 1급 또는 아시아축구연맹 A급 이상의 지도자 자격증을 반드시 보유하여야 한다.
3) 시즌 중 변경되는 코칭스태프는 연중 수시로 등록이 가능하다.

⑩ 본 항의 모든 선수와 코칭스태프는 출전 대상경기 1일(공시일 포함)전까지 등록을 완료하여야 한다.